# Haus Ostendorf

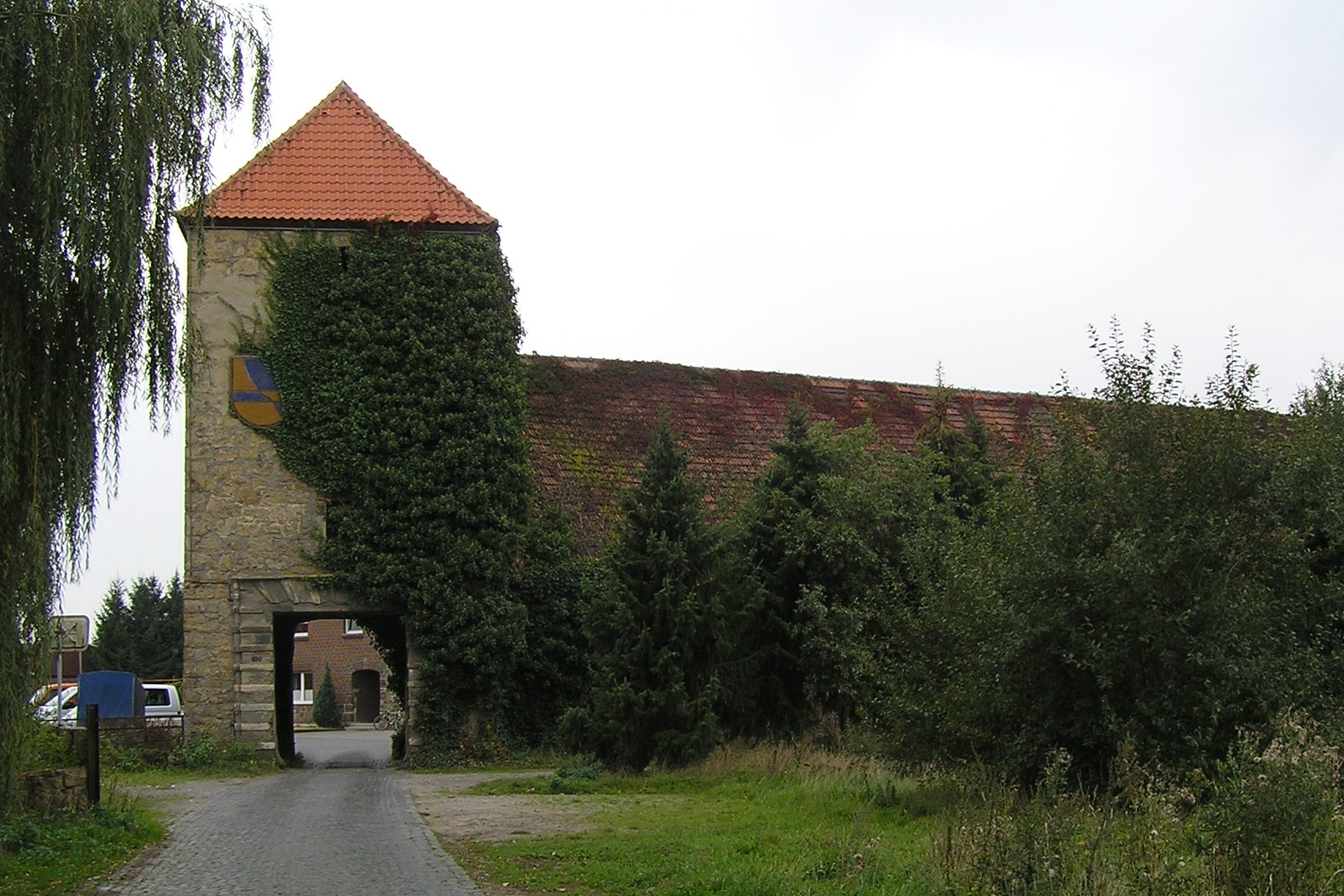
Haus Ostendorf (2006)

Haus Ostendorf ist ein ehemals landtagsfähiges Rittergut im Halterner Stadtteil Lippramsdorf.

## Geschichte
Urkundlich erstmals erwähnt wurde die Burg, als der Ritter Bernhard Bitter und seine Frau Gertrudis de Ostendorp sie am 18. April 1316 zum Offenhaus für den Bischof von Münster Ludwig II. von Hessen machten.
Im Jahre 1358 übernahm Johann von Raesfeld Haus und Freiheit. Zwischenzeitlich war sie ein Lehen der Grafschaft Ravensberg und des Stifts Essen. Die Familie von Raesfeld blieb über 400 Jahre im Besitz der Wasserburg.
Durch Konkurs fiel das Rittergut im Jahre 1825 dem Grafen August Ferdinand von Merveldt zu Lembeck zu. Ein Feuer im Jahre 1934 führte zu Veränderungen im Erscheinungsbild der Anlage.